# Plaatsvervanging (theologie)
Het begrip plaatsvervanging (ook: substitutie van het Latijnse substitutio) duidt er in de christelijke theologie op dat Jezus Christus als vertegenwoordiger van de mensheid vrijwillig in hun plaats stierf voor de gevolgen van de menselijke zonde. De Christus die plaatsvervangend lijdt voor de mensheid wordt meestal in verband gebracht met de leer van verzoening door voldoening (satisfactio). 

## Inhoud van de leer
Een eerste uitgewerkte leer omtrent de plaatsvervanging van Christus is eerst terug te vinden bij Anselmus van Canterbury (1033-1109), hetgeen niet wil zeggen dat sporen van of aanzetten tot een leer omtrent de plaatsvervanging reeds terug worden gevonden in patristiek. De Oudtestamentische teksten omtrent de Ebed JHWH ("de dienstknecht van Jahweh") zoals wij die aantreffen in Jesaja 40-55, en dan met name het deel van de "man van smarten" in Jes. 53, dat wordt aangehaald in Handelingen 8:33 en op Jezus toegepast, geven aanleiding om Jezus' kruisdood te zien als plaatsvervangend voor de mensheid. Bij Anselmus in zijn boek Cur deus homo heeft Jezus door zijn leven in volstrekte, vrijwillige gehoorzaamheid, voldaan wat andere mensen niet deden, terwijl zij dat wel behoorden te doen: gehoorzame onderwerping aan God. Door zijn kruisdood, die volgens Anselmus niet noodzakelijk was, omdat Jezus zondeloos was, heeft hij plaatsvervangend voor de mensen een verdienste behaald, waar de gelovigen deel aan krijgen. Belangrijk is hier op te merken dat Jezus volgens Anselmus niet de straf heeft gedragen voor ons, maar voor ons betaald heeft, dat wil zeggen voor ons voldaan heeft. Vanaf de latere scholastiek is men gaan menen dat Jezus ook in onze plaats de straf die wij zouden moeten lijden voor onze zonden, heeft ondergaan. Dit denkbeeld komt prominent naar voren in het gereformeerd protestantisme en het lutheranisme. Bij het rooms-katholicisme wordt zij verondersteld. In sommige gereformeerde kringen is Jezus overigens alleen plaatsvervangend gestorven voor een kleine groep uitverkorenen. 
De leer de plaatsvervanging heeft door de eeuwen heen verschillende veranderingen ondergaan. Hugo de Groot (1583-1645) bracht een belangrijke modificatie aan. Was er in het model dat tot dan toe het meest gangbaar was vooral sprake van een God als toornige rechter die primair werd gezien als een straffende Godheid, volgens De Groot is God een Heerser die het beste voorheeft met de mensheid. Hij is vooral vergevingsgezind en gaarne tot vergeving bereid. Tegelijkertijd is Hij echter ook Degene die het recht hoog dient te houden en om te laten zien hoe erg God de zonde verafschuwd, staat Hij toe dat Zijn Zoon, Jezus Christus, als waarschuwend voorbeeld (exemplum) de straf van de kruisdood ondergaan. Met dit voorbeeld voor ogen zullen de mensen zoveel als mogelijk het kwaad nalaten. De leer van het Straf-Exempel, zoals Grotius' leer van de plaatsvervanging ook wel wordt genoemd, mocht zich vanaf de zestiende eeuw verheugen in een grote schare (verlichte) theologen. De gedachte dat het onrechtvaardig zou zijn dat God een volstrekt onschuldig iemand deed lijden en sterven werd door De Groot krachtig van de hand gewezen door er op te wijzen dat Christus vrijwillig het lijden en de kruisdood onderging.
Karl Barth (1886-1968) heeft (in KD IV, 1) onder de titel 'Jesus Christus, der Herr als Knecht' ontvouwd wat hij onder plaatsbekleding verstaat: de gehoorzaamheid van de Zoon van God als plaatsvervanging voor ons. Dorothee Sölle (1929-2003) ziet plaatsvervanging als Christus' vertegenwoordiging van ons bij God. Sommige theologen menen dat tijdens het plaatsvervangend lijden van Jezus, God "meelijdt." In hoeverre God dan meelijdt varieert in dit geval.

## Godsdienstpsychologisch
Godsdienstpsychologisch kan men verklaren dat een mens gebukt gaat onder de mislukkingen en zijn tekorten en daarom niet meer weet hoe hij of zij in het reine kan komen met God. De plaatsbekleding van Christus, die alle mislukkingen en tekorten van de mens op zich neemt, kan een mens weer het gevoel geven dat al zijn tekortkomingen en fouten door deze plaatsbekleding zijn "bedekt" en kan hij of zij zich van God vergeven weten.  

## Kritiek
- Aanvankelijk bleek het idee van de plaatsvervanging nog wel te overzien: bij Anselmus voldoet Christus de schuld bij God, waarna God af ziet om te straffen. Christus doet nog iets extra's, hij verwerft een verdienste (kruisdood) waarna God de onrechtvaardigheid van de gelovigen hen niet meer aanrekent. Latere varianten, dat Christus niet alleen een schuld voldoet, maar ook plaatsvervangend de straf[16] die de mensen toekomt ondergaat of dat Hij naast dit alles ook nog plaatsvervangend voor de gelovigen de Wet van Mozes vervuld, maken het geheel steeds minder overzichtelijk.
- Het is in het gewone recht mogelijk om iemands straf (men denke aan een uitstaande boete) te voldoen, maar men kan niet de gevangenis in gaan of de doodstraf ondergaan voor de misdaden van een ander.[17]
- Het is ethisch moeilijk te verdragen dat een onschuldig gestraft in de plaats van misdadigers.[18]
- Men kan stellen dat de niet-gelovigen die zich volgens de "orthodoxe" leer in de hel bevinden (traditioneel is hun aantal veel talrijker dan het aantal dat in de hemel verkeert) plaatsvervangend lijden voor de veel kleinere groep uitverkorenen in de hemel: het lijden van Christus aan het kruis duurde immers maar enkele uren; dat van de niet-gelovigen eeuwig. De eeuwig gestraften zijn dan de "compensatie" voor hen die in eeuwige heerlijkheid verkeren.
- Teksten in het Nieuwe Testament die spreken over het strafdragen[19] van Jezus, zijn offer e.d. zijn metaforen en het is ondoenlijk om daar een goed passende verzoeningsleer uit de distilleren.
- De variant van het "plaatsvervangend straflijden" laat weinig ruimte voor een God die liefde is.[20]
- De theorieën rond de plaatsvervanging van Christus zijn juridische leest geschoeid, om precies te zijn op de rechtspraak zoals die gangbaar was in de oudheid en de middeleeuwen. Om de plaatsvervanging te begrijpen dient men een grondige kennis te hebben van het rechtssysteem uit die tijdvlakken. Dit rechtssysteem botst sterk met dat van ons, omdat het vrijwel uitsluitend gebaseerd is op vergelding.
- Het oud-christelijke verzoeningstype, Christus Victor (dat ook ruimte laat voor plaatsvervanging), is veel eenvoudiger te begrijpen.[21]
- "Men stelt hierbij Jezus voor (...) als een uit velen, een onschuldige die voor anderen de plaats heeft willen innemen, en dien men als zoodanig moet aanvaarden, omdat God hem als zoodanig aanvaard heeft. De consequentie vinden we reeds bij Duns Scotus: God zou, als Hij gewild had, zelfs genoegen hebben kunnen nemen met een dier, dat 's menschen plaats vervangt. Hier is God gedacht als zuivere willekeur en de noodzakelijkheid van Christus' dood niet gezien als in Gods wil gegrond, die uiting is van Gods wezen." (A.M. Brouwer, Verzoening, Neerbosch' Uitgeverij en Boekhandel, Neerbosch 1947, p. 263)[22]